# Чарли Д’Амелио
Чарли Грејс Д'Амелио (енгл. Charli Grace D'Amelio; Норвок, 1. мај 2004) је америчка инфлуенсерка и плесачица. Рођена је у Норвоку и била је такмичарска плесачица више од 10 година пре него што је започела каријеру на друштвеним медијима. Почела је активно да објављује садржај у апликацији за размену видео-снимака, TikTok, крајем 2019. године, где је почела да објављује плесне видео-снимке песама у тренду на платформи. Брзо је прикупила велики број пратилаца и потом постала најпраћенији творац у апликацији, надмашивши Лорен Греј.
Д'Амелиева је 2020. године дебитовала у дугометражном филму с гласовном улогом у анимираном филму StarDog and TurboCat и глумиће 2021. године у докусерији Шоу Д'Амелиових Hulu-а. Остали њени напори укључују књигу, подкаст, колекцију лакова за нокте и линија за шминкање. Она је прва особа која је зарадила и 50 милиона и 100 милиона пратилаца на TikTok-у и била је друга TikTok-ова личност са највише зараде у 2019. години према Forbes-у. Често је акредитована као „највећа звезда” TikTok-а.